# Richard Ledezma
Richard Ledezma, né le 6 septembre 2000 à Phoenix en Arizona, est un joueur international américain de soccer qui joue au poste de milieu de terrain au Club Deportivo Guadalajara.

## Biographie

### Parcours en club

#### Débuts et formation
Natif de Phoenix, il intègre l'académie du Real Salt Lake située en Arizona en 2016, puis il rejoint l'équipe réserve, les Real Monarchs. Le 11 avril 2018, il fait ses débuts professionnels à l'occasion d'une rencontre de USL contre les Sounders 2 de Seattle, remplaçant Masta Kacher (victoire 3-1). Puis, le 4 juin, il inscrit son premier but en USL contre le Rio Grande Valley FC (victoire 2-0),. Il est nommé dans l'équipe-type de la semaine 13.

#### PSV Eindhoven
Le 21 décembre 2018, il quitte le Real Salt Lake pour rejoindre le club néerlandais du PSV Eindhoven et signe un contrat d'un an et demi et décline l'offre du FC Barcelone. Il intègre l'équipe des moins de 19 ans du club, puis la saison suivante il intègre l'équipe réserve (en) du PSV qui évolue en Eerste Divisie. Le 27 octobre 2019, il est remplaçant pour la première fois lors de la onzième journée d'Eredivisie qui oppose son club au AZ Alkmaar, mais il n'entre pas en jeu. Le 16 mars 2020, il prolonge son contrat jusqu'en juin 2022.
Le 1er novembre 2020 il fait ses débuts en Eredivisie contre l'ADO La Haye. Il entre à la 74e minute de la rencontre, à la place de Mauro Júnior et délivre sa première passe décisive en faveur de son coéquipier Ryan Thomas (victoire 4-0). Quatre jours plus tard, il fait ses débuts en Ligue Europa contre le PAOK, remplaçant Ibrahim Sangaré (défaite 4-1).

#### Prêt au New York City FC
Peinant à obtenir un temps de jeu substantiel avec l'équipe première du PSV Eindhoven, il est prêté au New York City FC, formation de Major League Soccer, le 24 mars 2023, seulement quelques jours après avoir prolongé son contrat jusqu'en 2025 avec le club néerlandais le 19 mars. Il joue sa première rencontre avec New York dès le lendemain de son arrivée à l'occasion d'un déplacement chez le Dynamo de Houston (défaite 1-0).

### Parcours en sélection
Richard Ledezma est sélectionnable avec les États-Unis et le Mexique au niveau international,. Approché par la Fédération du Mexique de football, il fait part de sa préférence pour la sélection américaine.
En mai 2019, il est sélectionné avec l'équipe des États-Unis des moins de 20 ans pour participer à la Coupe du monde des moins de 20 ans, qui se déroule en Pologne,. Lors du Mondial, il joue trois matchs. Il se met en évidence en délivrant une passe décisive en faveur de son coéquipier Sebastian Soto, lors du match contre la France. Les jeunes américains se hissent jusqu'en quarts de finale, en étant battus par l'Équateur.
Le 2 novembre 2020, Richard Ledezma est appelé en sélection américaine pour la première fois par le sélectionneur Gregg Berhalter pour participer à un rassemblement d'une semaine avec deux matchs amicaux au programme. Un premier face au pays de Galles et un second face au Panama,. Le 16 novembre, il honore sa première sélection contre le Panama où il entre à la 68e minute de la rencontre, à la place de Giovanni Reyna et délivre deux passes décisives en faveur de son coéquipier Sebastian Soto,. Le match se solde par une large victoire 6-2 des Américains.

## Statistiques

### Statistiques détaillées
| Saison                | Club                    | Championnat           | Championnat | Championnat | Championnat | Coupe(s) nationale(s) | Coupe(s) nationale(s) | Coupe(s) nationale(s) | Supercoupe | Supercoupe | Supercoupe | Compétition(s) continentale(s) | Compétition(s) continentale(s) | Compétition(s) continentale(s) | Compétition(s) continentale(s) | Total | Total | Total |
| Saison                | Club                    | Division              | M.          | B.          | P.d.        | M.                    | B.                    | P.d.                  | M.         | B.         | P.d.       | Comp.                          | M.                             | B.                             | P.d.                           | M.    | B.    | P.d.  |
| 2018                  | Real Monarchs           | USL                   | 5           | 1           | 0           | -                     | -                     | -                     | -          | -          | -          | -                              | -                              | -                              | -                              | 5     | 1     | 0     |
| 2019-2020             | Jong PSV                | Eerste Divisie        | 25          | 4           | 3           | -                     | -                     | -                     | -          | -          | -          | -                              | -                              | -                              | -                              | 25    | 4     | 3     |
| 2020-2021             | Jong PSV                | Eerste Divisie        | 9           | 2           | 2           | -                     | -                     | -                     | -          | -          | -          | -                              | -                              | -                              | -                              | 9     | 2     | 2     |
| 2021-2022             | Jong PSV                | Eerste Divisie        | 7           | 1           | 1           | -                     | -                     | -                     | -          | -          | -          | -                              | -                              | -                              | -                              | 7     | 1     | 1     |
| 2022-2023             | Jong PSV                | Eerste Divisie        | 6           | 0           | 0           | -                     | -                     | -                     | -          | -          | -          | -                              | -                              | -                              | -                              | 6     | 0     | 0     |
| Sous-total            | Sous-total              | Sous-total            | 47          | 7           | 6           | 0                     | 0                     | 0                     | 0          | 0          | 0          | -                              | 0                              | 0                              | 0                              | 47    | 7     | 6     |
| 2019-2020             | PSV Eindhoven           | Eredivisie            | 0           | 0           | 0           | -                     | -                     | -                     | -          | -          | -          | -                              | -                              | -                              | -                              | 0     | 0     | 0     |
| 2020-2021             | PSV Eindhoven           | Eredivisie            | 3           | 0           | 1           | -                     | -                     | -                     | -          | -          | -          | C3                             | 3                              | 0                              | 0                              | 6     | 0     | 1     |
| 2021-2022             | PSV Eindhoven           | Eredivisie            | 5           | 1           | 0           | 1                     | 0                     | 0                     | -          | -          | -          | C3                             | -                              | -                              | -                              | 6     | 1     | 0     |
| 2022-2023             | PSV Eindhoven           | Eredivisie            | 7           | 0           | 0           | -                     | -                     | -                     | 1          | 0          | 0          | C1+C3                          | 0+3                            | 0                              | 0                              | 11    | 0     | 0     |
| 2023-2024             | PSV Eindhoven           | Eredivisie            | 1           | 0           | 0           | -                     | -                     | -                     | -          | -          | -          | C1                             | 0                              | 0                              | 0                              | 1     | 0     | 0     |
| 2024-2025             | PSV Eindhoven           | Eredivisie            | 24          | 1           | 1           | 3                     | 0                     | 0                     | 0          | 0          | 0          | C1                             | 11                             | 0                              | 0                              | 38    | 1     | 1     |
| Sous-total            | Sous-total              | Sous-total            | 40          | 2           | 2           | 4                     | 0                     | 0                     | 1          | 0          | 0          | -                              | 17                             | 0                              | 0                              | 62    | 2     | 2     |
| 2023                  | New York City FC (prêt) | MLS                   | 23          | 0           | 4           | 1                     | 0                     | 0                     | -          | -          | -          | LC                             | 3                              | 0                              | 0                              | 27    | 0     | 4     |
| 2025-2026             | CD Guadalajara          | Liga MX               | 4           | 0           | 0           | -                     | -                     | -                     | -          | -          | -          | LC                             | 2                              | 1                              | 0                              | 6     | 1     | 0     |
| Total sur la carrière | Total sur la carrière   | Total sur la carrière | 119         | 10          | 12          | 5                     | 0                     | 0                     | 1          | 0          | 0          | -                              | 22                             | 1                              | 0                              | 147   | 11    | 12    |

## Palmarès
PSV Eindhoven
- Champion des Pays-Bas en 2025
- Vainqueur de la coupe des Pays-Bas en 2022
- Vainqueur de la supercoupe des Pays-Bas en 2022